# Прва савезна лига Југославије у фудбалу 1972/73.

Прва савезна лига Југославије у фудбалу 1972/73. била је највиши ранг фудбалског такмичења у Југославији 1972/73 године и 45. сезона по реду у којој се организовало првенство у фудбалу. Првак је постала Црвена звезда из Београда, освојивши своју једанаесту шампионску титулу. Из лиге су испали суботички Спартак и никшићка Сутјеска.

## Учесници првенства
У фудбалском првенство Југославије у сезони 1972/73. је учествовало укупно 18 тимова, од којих су 7 из СР Србије, 6 из СР Босне и Херцеговине, 2 из СР Хрватске, и по 1 из СР Словеније. СР Црне Горе, и СР Македоније.
- Бор
- Борац, Бања Лука
- Вардар, Скопље
- Вележ, Мостар
- Војводина, Нови Сад
- Динамо, Загреб
- Жељезничар, Сарајево
- Олимпија, Љубљана
- ОФК, Београд
- Партизан, Београд
- Раднички, Ниш
- Сарајево
- Слобода, Тузла
- Спартак, Суботица
- Сутјеска, Никшић
- Хајдук, Сплит
- Црвена звезда, Београд
- Челик, Зеница

## Табела
| Место | Клуб              | мечева | победа | нерешених | пораза | дати голови | примљени голови | гол разлика | бодова |
| ----- | ----------------- | ------ | ------ | --------- | ------ | ----------- | --------------- | ----------- | ------ |
| 1     | Црвена звезда     | 34     | 21     | 10        | 3      | 71          | 28              | +43         | 52     |
| 2     | Вележ             | 34     | 17     | 12        | 5      | 48          | 27              | +21         | 46     |
| 3     | ОФК               | 34     | 16     | 13        | 5      | 52          | 31              | +21         | 45     |
| 4     | Партизан          | 34     | 16     | 11        | 7      | 50          | 37              | +13         | 43     |
| 5     | Жељезничар        | 34     | 18     | 6         | 10     | 59          | 41              | +18         | 42     |
| 6     | Слобода           | 34     | 8      | 18        | 8      | 34          | 32              | +2          | 34     |
| 7     | Сарајево          | 34     | 12     | 10        | 12     | 48          | 50              | -2          | 34     |
| 8     | Динамо            | 34     | 11     | 11        | 12     | 39          | 47              | -8          | 33     |
| 9     | Хајдук            | 34     | 14     | 3         | 17     | 50          | 50              | 0           | 31     |
| 10    | Вардар            | 34     | 10     | 11        | 13     | 35          | 50              | -15         | 31     |
| 11    | Раднички          | 34     | 10     | 10        | 14     | 24          | 40              | -16         | 30     |
| 12    | Борац             | 34     | 9      | 11        | 14     | 30          | 26              | +4          | 29     |
| 13    | Војводина         | 34     | 10     | 9         | 15     | 39          | 46              | -6          | 29     |
| 14    | Челик             | 34     | 9      | 10        | 15     | 27          | 44              | -17         | 28     |
| 15    | Бор               | 34     | 9      | 10        | 15     | 36          | 57              | -21         | 28     |
| 16    | Олимпија          | 34     | 9      | 8         | 17     | 35          | 43              | -8          | 26     |
| 17    | Спартак           | 34     | 8      | 10        | 16     | 37          | 48              | -11         | 26     |
| 18    | Сутјеска          | 34     | 9      | 7         | 18     | 32          | 49              | -17         | 25     |
|       | Пролетер Зрењанин |        |        |           |        |             |                 |             |        |
|       | Загреб            |        |        |           |        |             |                 |             |        |

Најбољи стрелци лиге:
- Слободан Сантрач (ОФК) - 25
- Војин Лазаревић (Црвена звезда) - 25

## Освајач лиге
ЦРВЕНА ЗВЕЗДА (тренер:Миљан Миљанић)
играчи (мечева/голова):
- Оља Петровић (28/0)
- Петар Кривокућа (26/3)
- Ратомир Дујковић (8/0)
- Никола Јовановић (11/0)
- Владислав Богићевић (32/1)
- Мирослав Павловић (33/0)
- Кирил Дојчиновски (28/0)
- Михаљ Кери (29/0)
- Миле Новковић (14/0)
- Живорад Јевтић (2/0)
- Владимир Петровић Пижон (27/2)
- Станислав Караси (32/17)
- Војин Лазаревић (34/25)
- Јован Аћимовић (28/3)
- Александар Панајотовић (8/1)
- Зоран Антонијевић (4/0)
- Драган Џајић (20/9)
- Зоран Филиповић (17/5)
- Зоран Бингулац (1/0)
- Сеад Сушић (2/0)
- Слободан Јанковић (17/3)
- Бранко Кленковски (3/0)
- Милован Ђорић (11/0)
- Душан Николић (5/0)

| Првак Југославије у фудбалу 1972/73. |
| ------------------------------------ |
| Црвена звезда 11. титула             |